# 清水海軍航空隊

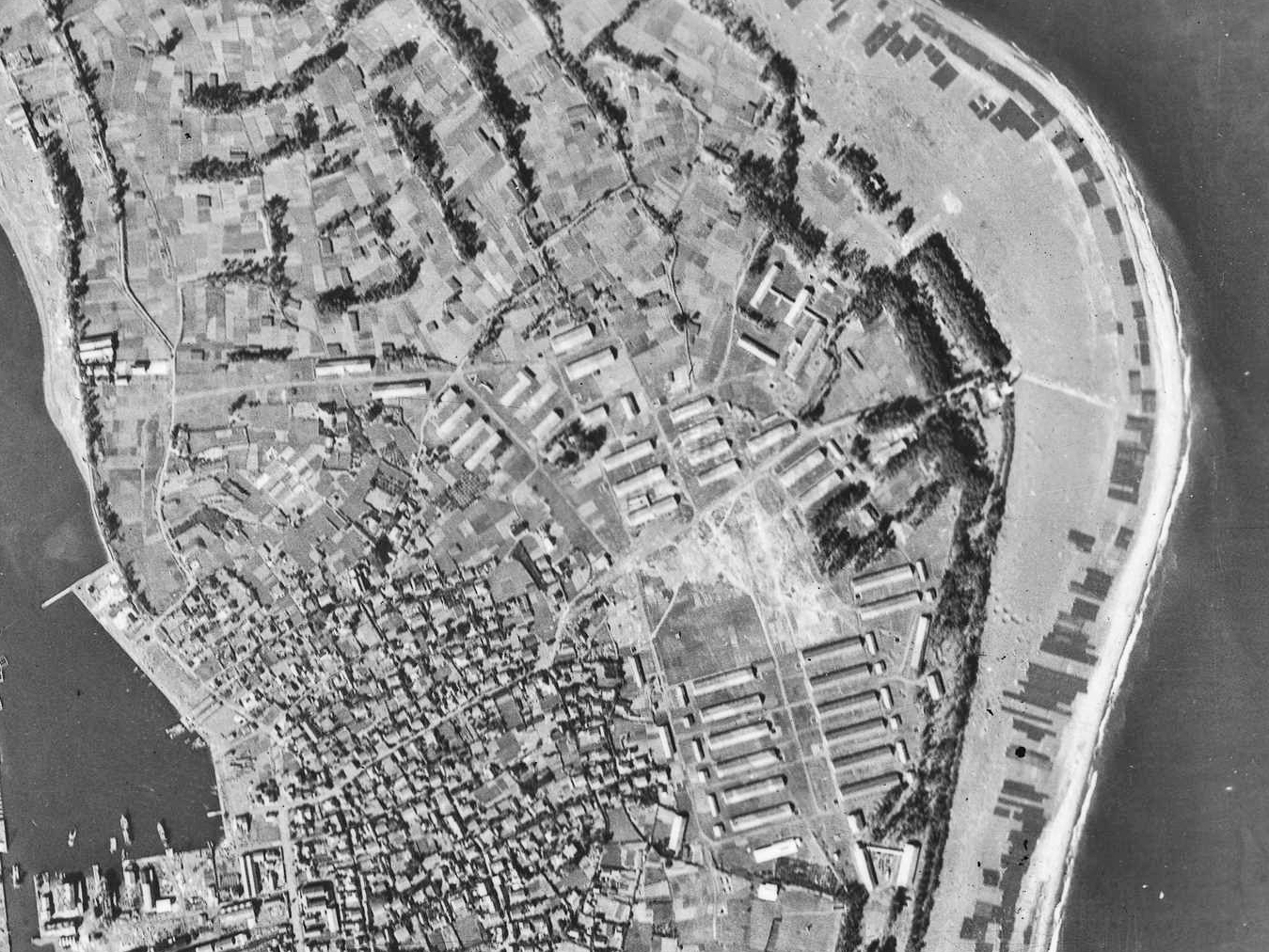
清水海軍航空隊跡（1947年）

清水海軍航空隊（しみずかいぐんこうくうたい）は、日本海軍の部隊・教育機関の一つ。 静岡県清水市（現静岡市清水区）に所在した。20000人にも及ぶ空前の志願者を募った予科練甲飛第14期の生徒を教育するために新設された予科練教育航空隊である。三保の松原の一角を用地に転用して開かれた。

## 沿革
- 1944年（昭和19年）
  - 9月1日 - 開隊。第19連合航空隊に編入。土浦海軍航空隊より甲飛第14期前期320名転入
  - 12月頃 - 奈良分遣隊より甲飛第15期前期の一部転入
- 1945年（昭和20年）
  - 3月1日 - 19連空解散。横須賀鎮守府隷下第20連合航空隊に転籍
  - 4月1日 - 甲飛第16期入隊(最後の予科練生)。水上・水中特攻訓練に教程変更
  - 6月1日 - 予科練教育凍結
  - 6月30日 - 解隊

3期にわたって教育を推進したが、航空機に搭乗する機会を得た者はいなかった。解隊と同時に、生徒は全員下田に司令部を置く第十五突撃隊、江浦に司令部を置く第十六突撃隊に振り分けられ、特攻兵器訓練に明け暮れる中で終戦を迎えた。

## 主要機種
教育訓練部隊のため、航空機の配属はない。

## 歴代司令
- 上田俊次（昭和19年9月1日-昭和20年6月30日解隊）